# Orgeish
Orgeish (en francès Orgeix) és un municipi francès, situat a la regió d'Occitània, departament de l'Arieja.